# Дин Мухаммад
Дин Мухаммад-хан, Дин Мухаммад-султан — полководец и государственный деятель Бухарского ханства. Один из основателей узбекской династии Аштарханидов.

## Другое имя
Искандер Мунши сообщает другое имя Дин Мухаммада, которое не встречается более ни в одном из известных исследователям источнике по истории периода — Талим-султан.

## Происхождение
Дин Мухаммад-хан являлся старшим сыном родоначальнику узбекской династии Аштарханидов — Джани Мухаммаду (1601—1603). Мать Динмухаммад-хана была сестрой узбекского правителя Абдулла-хана II (1557—1598).

## Политика и военная деятельность
Дин Мухаммад был значительно ближе, чем другие представители клана Аштарханидов, ко двору Абдулла-хана II и проявлял большую политическую активность. Он с молодых лет служил в войске Абдулла-хана II и принимал участие, в качестве начальника передового полка, в нескольких кампаниях Абдулла-хана II и его сына Абдалмумин-хана против кызылбашей в Хорасане, а также вёл войны против бадахшанских правителей Сулайман-шаха и Шахрух-мирзы ибн Ибрахим-мирзы и изгнал их из Кабула. За свои победы над последними он получил в управление города Кундуз и Талукан.
В дальнейшем Дин Мухаммад вместе со своими братьями был переброшен в Хорасан на передний край борьбы с кызылбашами; принимал участие в походе 1587—1588 годов на Хорасан, по результатам которого области Харгард и Хаф были пожалованы ему и его братьям.
В 1589 году Дин Мухаммаду совместно с Кулбаба кукельдашем было поручено оказать поддержку Абдалмумин-хану, собрать войска городов Балхского владения и следовать в Хорасан. Он сосредоточил свои усилия на закреплении своей власти в Туне. Сам он предпочитал оставаться в Герате вместе Кулбаба кукельдашем, а в Туне за него правил наместник — некий Нури-мирза, при котором город снова был захвачен кызылбашами.
Следующей попыткой расширить владения узбеков в Хорасане был поход Дин Мухаммад-султана совместно с его младшим братом Баки Мухаммадом к крепости Каин. После захвата города и грабежа окрестных деревень они отступили к Харгарду, в который Дин Мухаммад перенёс 
В начале 1590-х годов кызылбашские войска попытались захватить Тун и Табас, но были выбиты Дин Мухаммад-султаном и Кулбаба кукельдашем.
Дин Мухаммад-хан считается одним из основателей узбекской династии Аштарханидов.

## Семья
Жена Дин Мухаммада была родом из Мешхеда, происходила из рода саййидов и возводила своё происхождение к Имаму Резе. От неё родились два сына, будущие правители Бухарского ханства: Имамкули-хан (1611—1642) и Надир Мухаммад-хан (1642—1645).

## Смерть
После гибели Динмухаммад-хана 29 июля 1599 года и захвата кызылбашами Герата, Сефевиды безуспешно пытались подчинить Балх и Бухару.